# Gerla
Gerla is een deel van de stad Békéscsaba in het Hongaarse comitaat Békés. Gerla telt 1600 inwoners.